# Guttapercha
Die (oder auch das) Guttapercha oder Gutta ist ein gummiartiger, kautschukähnlicher Stoff aus dem eingetrockneten, koagulierten Milchsaft von verschiedenen Sapotengewächsen (Sapotaceae) (Payena spp. und Palaquium spp. aber auch anderen) sowie von Spindelsträuchern (Euonymus spp.). Ursprünglich stammte sie hauptsächlich vom Guttaperchabaum (Palaquium gutta).
Der Name leitet sich vom Malaiischen ab, get(t)ah = Gummi (Harz), klebrige Ausschwitzung, Saft (Milchsaft) und pertja, percha = Name des Abstammungsbaums oder Stück, Lappen, Stoffstreifen sowie auch als Name für die Insel Sumatra; also Gummi (Harz), Saft (Milchsaft) des Perchabaums oder Sumatra-Gummi und Gummilappen, -stück. Die hannoversche Firma „Continental“ nannte sich ursprünglich „Continental Caoutchouc- und Gutta-Percha-Compagnie“.
Andere, früher verwendete Bezeichnungen für Guttapercha sind Gutta Tuban, Tubangummi, Gettah, Gettania, Tabangummi, Gettaniagummi, Gummi plasticum, Percha oder Gummi Gettania.

## Eigenschaften
Rohe Guttapercha ist braun bis graubraun und enthält, durch die Erntemethoden bedingt, typischerweise etwas Sand, kleine Holzstücke und Rinde als Verunreinigungen. Sie ist faserig, blätterig, fast holzig und leicht zu schneiden – im Unterschied zu Kautschuk – und biegsam, jedoch nicht elastisch, etwas fettig mit lederartigem Geruch. Nach der Reinigung wird sie dann plastisch. Sie besteht aus ca. 50–75 % Gutta (Polyterpene), ca. 10–48 % Harzen (Fluavil, Alban, Albanan), Salzen, Stickstoff-Verbindungen und Triterpenen; Lupeol, veresterte Amyrine. In einigen Palaquium-Arten kommt Bassiasäure vor. Sie wird dann mit Lösemitteln entharzt und gereinigt sowie gebleicht, sie ist dann weiß, fest, kristallin und fast geruchlos.
Die reine Guttapercha steht chemisch dem Naturkautschuk nahe, ist aber im Gegensatz zu diesem nicht aus cis-, sondern aus trans-konfiguriertem 1,4-Polyisopren zusammengesetzt, mit weit geringerer molarer Masse, da viel weniger Wiederholungseinheiten das Molekül bilden. Sie ist biokompatibel und inert sowie optisch anisotrop, d. h. doppelbrechend, und chemisch viel beständiger gegen aggressive Medien im Vergleich zum Kautschuk. Sie kann ebenfalls vulkanisiert werden, dies wird meist aber nicht gemacht. Ihr thermoplastisches Verhalten (Erweichungstemperatur 70–90 °C) gestattet eine formgebende Verarbeitung ohne Vulkanisation.
Bei Raumtemperatur ist sie härter und nicht so elastisch, wird aber bei ca. 48–60 °C weich und knetbar. Der Polymerisierungsgrad (die Anzahl der monomeren Einheiten in einem Makromolekül) beträgt ca. 1500, während der von Naturkautschuk bei 8000–30.000 liegt.
Bei Zimmertemperatur oxidiert die feste Guttapercha schnell und wird brüchig, sie muss daher unter Wasser gelagert oder luftdicht eingeschlossen werden.
Ähnliche Produkte sind die Balata vom Balatabaum (Manilkara bidentata) und der Chicle, welcher von verschiedenen Manilkara-Arten gewonnen wird. Auch der Guayule-Kautschuk von der Guayule (Parthenium argentatum) wird noch in größerem Umfang genutzt, hier sind die Polyisoprene cis-konfiguriert.

### Formen
Guttapercha kann in drei Formen vorkommen: in zwei geordneten (kristallinen) alpha und beta sowie einer ungeordneten (amorphen). Die kristallinen alpha- und beta-Formen unterscheiden sich in einer unterschiedlichen Wiederholungseinheit in der Polymerkette – beta ein Monomer, alpha zwei Monomere – sowie der Einzelbindungskonfiguration; die zwei Formen haben unterschiedliche kristallografische Strukturen, deren Variationen sich in Volumenänderungen widerspiegeln, die durch Erhitzen und Abkühlen in Guttapercha induziert werden.
Die meiste kommerzielle Guttapercha existiert in der beta-Form. Die alpha-Form tritt im rohen Milchsaft auf. Wenn die natürliche alpha-Form über 65 °C erhitzt wird, wird sie amorph und schmilzt. Wenn dieses amorphe Material extrem langsam abgekühlt wird (0,5 °C pro Stunde), rekristallisiert die alpha-Form. Wenn andererseits die amorphe Schmelze routinemäßig abgekühlt wird, rekristallisiert die beta-Form. In dieser Form existiert die meiste kommerzielle Guttapercha, einschließlich dentaler Guttapercha. Wenn die beta-Form nun wieder erwärmt wird, wird das Polymer bei 56 °C amorph, 9 °C niedriger als der Schmelzpunkt für die alpha-Form. Es ist daher offensichtlich, dass der Faktor, der den Schmelzpunkt von alpha- und beta-Guttapercha bestimmt, die Abkühlungsgeschwindigkeit ist, die wiederum das Ausmaß und den Charakter der Kristallinität in dem erstarrten Material steuert. Die beta-Form wandelt sich bei 42–49 °C in die alpha-Form um, die dann bei 53–56 °C wieder amorph wird.

## Anwendungen

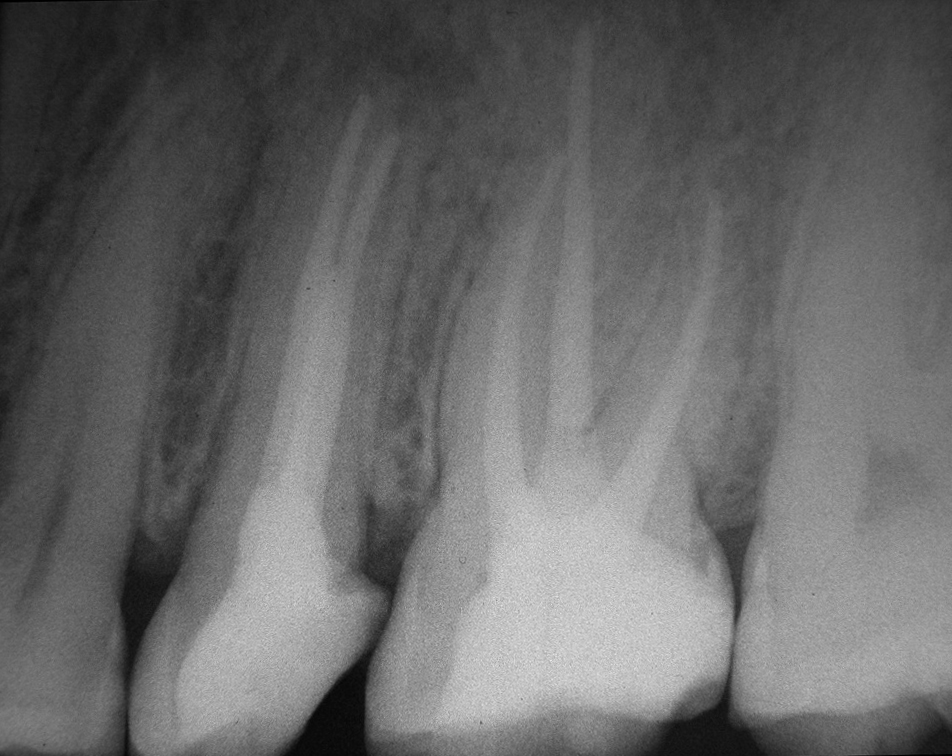
Guttapercha-Wurzelfüllungen in den Kanälen oberer Seitenzähne

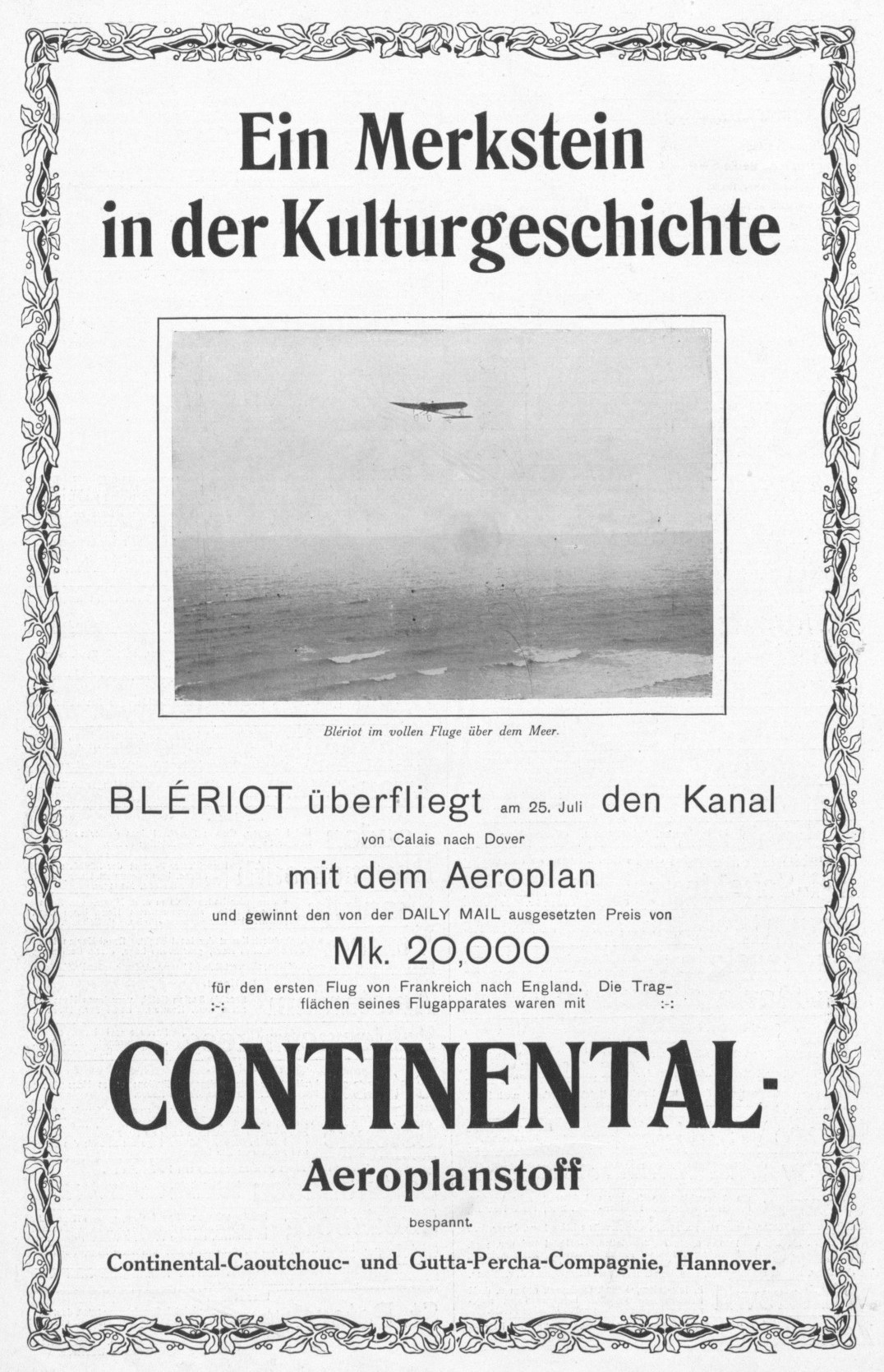
Werbeanzeige der Continental Caoutchouc- und Gutta-Percha-Compagnie für ihre Aeroplanstoffe aus dem Jahre 1909

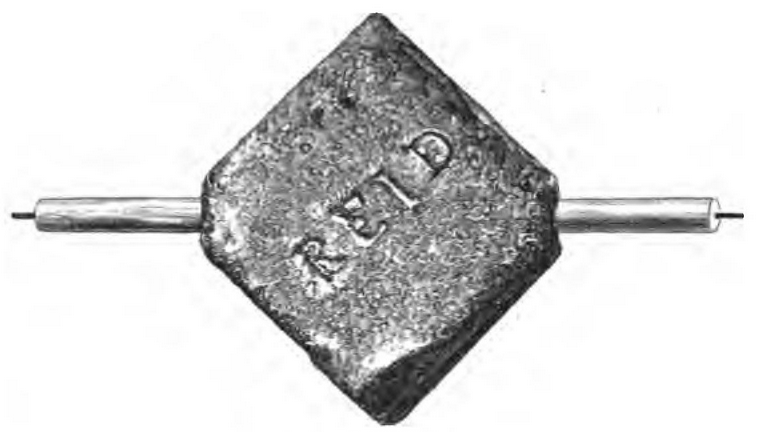
Dieses im Jahr 1850 für die Telegrafenlinie Dover–Calais hergestellte Seekabel bestand aus einem mit Guttapercha umhüllten Kupferdraht. Es war zusätzlich in regelmäßigen Abständen mit Blei beschwert, damit es sicher absank und liegen blieb (1891).

### Zahnmedizin
In der Zahnmedizin kommt Guttapercha hauptsächlich bei Wurzelkanalbehandlungen zum Einsatz. Die zum Füllen der Kanäle verwendeten „Guttaperchaspitzen“ enthalten neben einer Reihe anderer Bestandteile einen hohen Prozentsatz an Guttapercha. Auch für provisorische Füllungen wird heute manchmal noch Guttapercha eingesetzt, um z. B. die Zeit zwischen der Präparation und der Eingliederung eines Inlays zu überbrücken. Gegenüber synthetischen provisorischen Materialien hat es den Vorteil, dass es sich in einem Stück wieder entfernen lässt.

### Kunst
Gutta wird auch bei der Seidentuchmalerei als Trennmittel eingesetzt, um Konturen zu erreichen. Bei dieser Guttatechnik genannten Konturentechnik wird der Stoff dort nicht eingefärbt, wo das Trennmittel aufgetragen wurde. Zurück bleibt eine farblose Linie oder Fläche.

### Galvanoplastik
Um in kleinen Auflagen historische Metallarbeiten zu kopieren oder Kleinplastiken von Künstlern in Metall zu übertragen, nutzte man in der 2. Hälfte des 19. Jahrhunderts galvanoplastische Methoden. Abdrücke mit Hilfe der erwärmten, elastischen Guttapercha ließen sich problemlos auch von vollrunden Körpern oder stark unterschnittenen Reliefs abnehmen. Mit Graphitpulver elektrisch leitend gemacht, konnten die so entstandenen Formen galvanisch in Metall übertragen werden.

### Sport
Der Golfball war in der Vergangenheit auch ein typisches Anwendungsbeispiel für dieses Material. Derartige Bälle nannte man auch Guttie, Gutty oder Bramble. Allerdings wurde Guttapercha bereits in der zweiten Hälfte des 19. Jahrhunderts von dem preiswerteren und besser geeigneten Kautschuk verdrängt.

### Gebrauchsgegenstände
Sehr verbreitet waren Eimer aus Guttapercha in der chemischen Industrie, bevor modernere Materialien verfügbar waren. Insbesondere in Dynamitfabriken wurden Guttaperchaeimer zum Transport kleinerer Sprengöl-Chargen verwendet und sind auf älteren Abbildungen häufig zu sehen. Weiterhin fand Guttapercha als Bestandteil von Kaugummis Verwendung. Ein Gehstock aus Guttapercha wurde in der Brooks-Sumner-Affäre als Waffe benutzt.

### Flugzeugbau
Guttapercha wurde Anfang des 20. Jahrhunderts auch verwendet zum Herstellen von Spannstoffen für die Tragflächen und Außenhaut von Flugzeugen, den sogenannten „Aeroplanstoffen“ (Bild).

### Elektrische Kabelisolation
Wegen seiner guten Isoliereigenschaften wurde das Polyterpen ab Mitte des 19. Jahrhunderts zum Umhüllen elektrischer Kabel verwendet. Materialversuche im Jahre 1846 und die Erfindung der Extrusionspresse durch Werner Siemens führten 1847 zur Gründung der Telegraphen Bau-Anstalt von Siemens & Halske. Durch solche Kabel wurde insbesondere die interkontinentale elektrische Telegrafie durch Verlegung von Seekabeln ermöglicht. Inzwischen wurde Guttapercha als Isolationsmaterial elektrischer Kabel vollständig durch verschiedene Arten von Kunststoffen abgelöst.

## Literatur

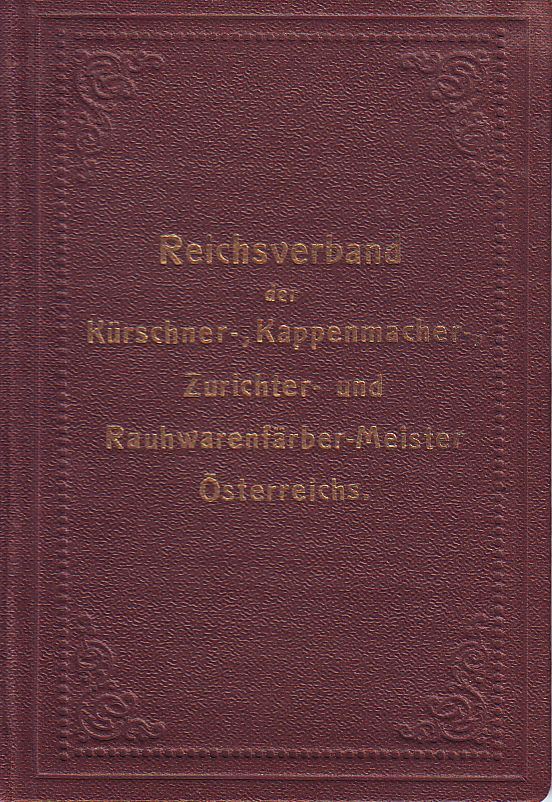
Einband aus Guttapercha (1924)